# Antonio Sau Olite
Antonio Sau Olite (Luceni, Zaragoza, II-1910 - Barcelona, 1987) fue un director de cine de la época de la II República.

## Biografía
Antonio Sau emigró en 1922 a Barcelona. Tuvo simpatías por la política más renovadora en su juventud. Pronto colaboró en dos revistas de cine barcelonesas, El Cine y Popular Film. Se inició gracias a ellas en la cinematografía pero asimismo acudió a academias de cine en Barcelona. Con Aragonés y Pujol, montó un laboratorio cinematográfico en los bajos de una portería. Era muy modesto, y pertenecía al cine mudo (estamos antes de 1930). 
Al llegar el sonoro trabajó como «doblador» en los Estudios Trilla-La Rivay, y, más tarde, en La Voz de España. En 1936, huyeron bastantes directores, pero Sau se unió al grupo de técnicos de la zona republicana y quedó bajo el mandato de la C.N.T., que había colectivizado el Sindicato del Espectáculo.

## Cinematografía
Se le recuerda especialmente por Aurora de esperanza, con guion suyo de contenido social (y con apoyo de esa agrupación política). Fue una película estrenada el año 1937 y hecho por SIE Films de Barcelona (Estudios Orphea); recoge, a través de la tragedia de una familia que se queda en la calle, las corrientes revolucionarias de la época. El protagonista envía a su familia para que sobreviva en el pueblo. Se va indignando ante el conformismo general, hace un mitin y organiza una Marcha de Hambre entre los parados. Cuando avanza con sus compañeros para protestar ante las autoridades, y pasa por el pueblo familiar, es cuando estalla la revolución. Es uno de los escasos ejemplos, en el cine español, de cine que aborda la crisis del proletariado y la reivindicaciones sociales. Sus personajes son bastante verosímiles, no es muy maniquea, y tiene una forma aceptable (para algunos, con influjo de la estética rusa, aunque hay unos claroscuros expresionistas).
Al concluir la guerra, Sau tuvo grandes dificultades para reiniciar su carrera cinematográfica. Pero rodó Alma baturra, 1948 (69 min) en España, con guion de Antonio Sau Olite y Juan Ruiz del Olmo. Y fue ayudante de dirección en Los millones de Polichinela, de Gonzalo Delgrás; así como director de producción de Muchachas de Bagdad, de 1952 (por Jerónimo Mihura): ¿Dónde vas, Alfonso XII?, 1959 (por Luis César Amadori).